# Queensrÿche

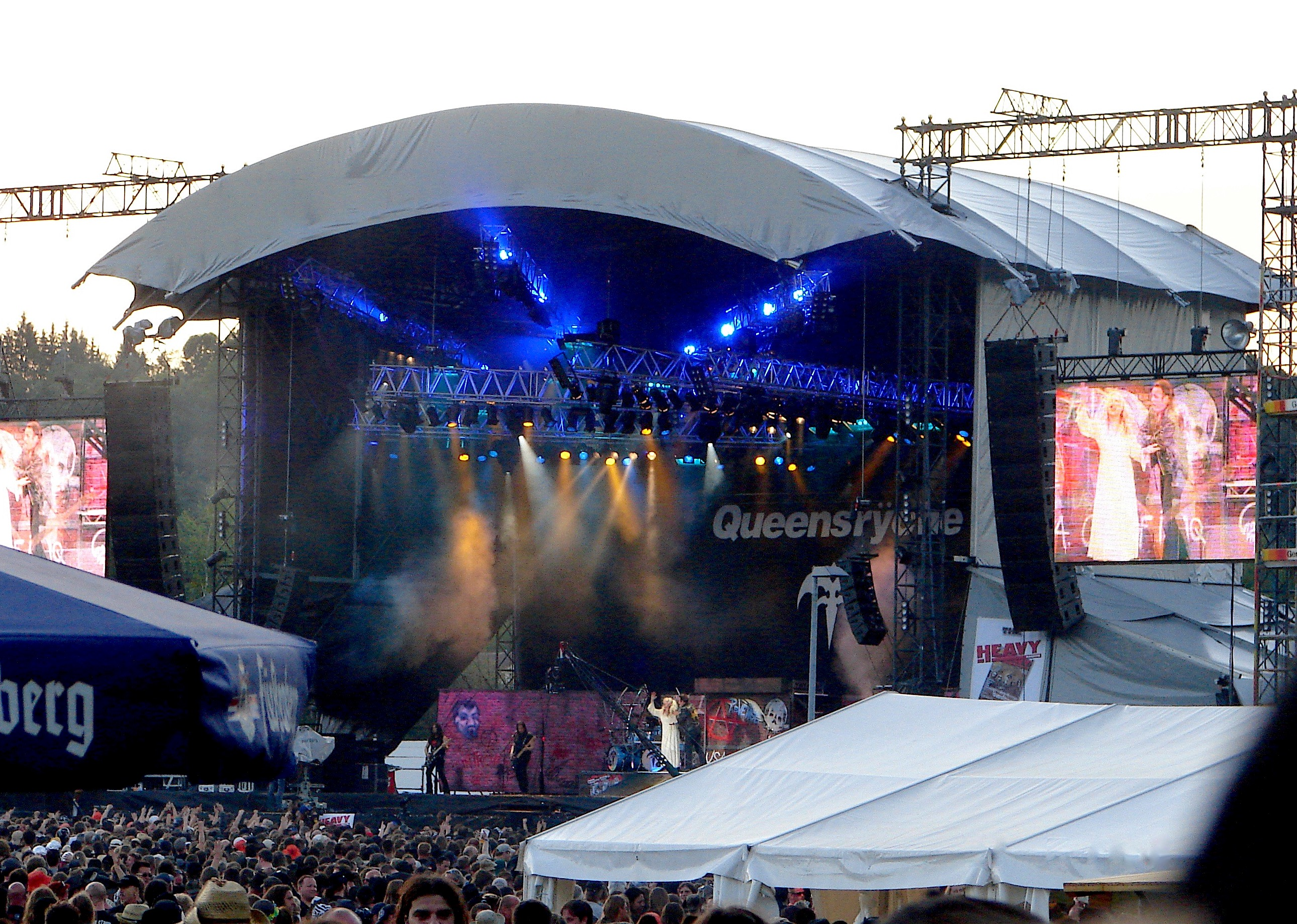
Queensrÿche beim Bang Your Head Festival, Balingen (2008)

Queensrÿche [ˈkwiːnzraɪk] ist eine US-amerikanische Progressive-Metal-Band. Sie wurde im Jahr 1981 in Bellevue bei Seattle, Washington von den beiden Gitarristen Chris DeGarmo und Michael Wilton – zunächst ohne Sänger – unter dem Namen The Mob gegründet. Queensrÿche war eine der ersten Bands, die den Heavy-Metal-Umlaut über das y setzten. Geoff Tate bemerkte dazu einmal im Jahr 2000: „Wir verbrachten elf Jahre damit, zu erklären, wie man das ausspricht.“ Das auf den meisten Albencovern verwendete sowie auch sonst öfter mit der Band in Verbindung gebrachte Logo ist das sogenannte „Tri-Ryche“-Symbol.
Zwischenzeitlich bestanden zwei Versionen der Gruppe, da Sänger Geoff Tate im Juni 2012 nach 30 Jahren Bandzugehörigkeit und langzeitigen bandinternen Schwierigkeiten von seinen Mitmusikern entlassen und durch den Sänger Todd La Torre ersetzt wurde und dieser daraufhin seine eigene Queensrÿche-Version ins Leben gerufen hatte. Beide veröffentlichten 2013 ein Studioalbum und waren auch auf Tournee unterwegs. Nach einer außergerichtlichen Einigung beider Parteien agiert die Besetzung um Geoff Tate mittlerweile unter dem Namen Operation: Mindcrime. Der Rest der Originalband um die Gründungsmitglieder Scott Rockenfield, Michael Wilton und Eddie Jackson veröffentlichte seit 2013 unter dem ihnen zugespochenem Namen Queensrÿche wieder weitere eigene Alben.
Bis heute wurden weltweit über 20 Millionen Alben von Queensrÿche verkauft, davon mehr als 6 Millionen in den Vereinigten Staaten. Das kommerziell erfolgreichste Album ist das 1990 erschienene Empire, das sich durch seine hochwertige Produktion auszeichnet und mit Silent Lucidity auch das bekannteste Lied der Band enthält. Künstlerisch wird jedoch sehr häufig seitens Fans und Kritikern das zwei Jahre zuvor veröffentlichte Konzeptalbum Operation: Mindcrime vorgezogen, mit dem die Band ihren Durchbruch erlangte.

## Bandgeschichte

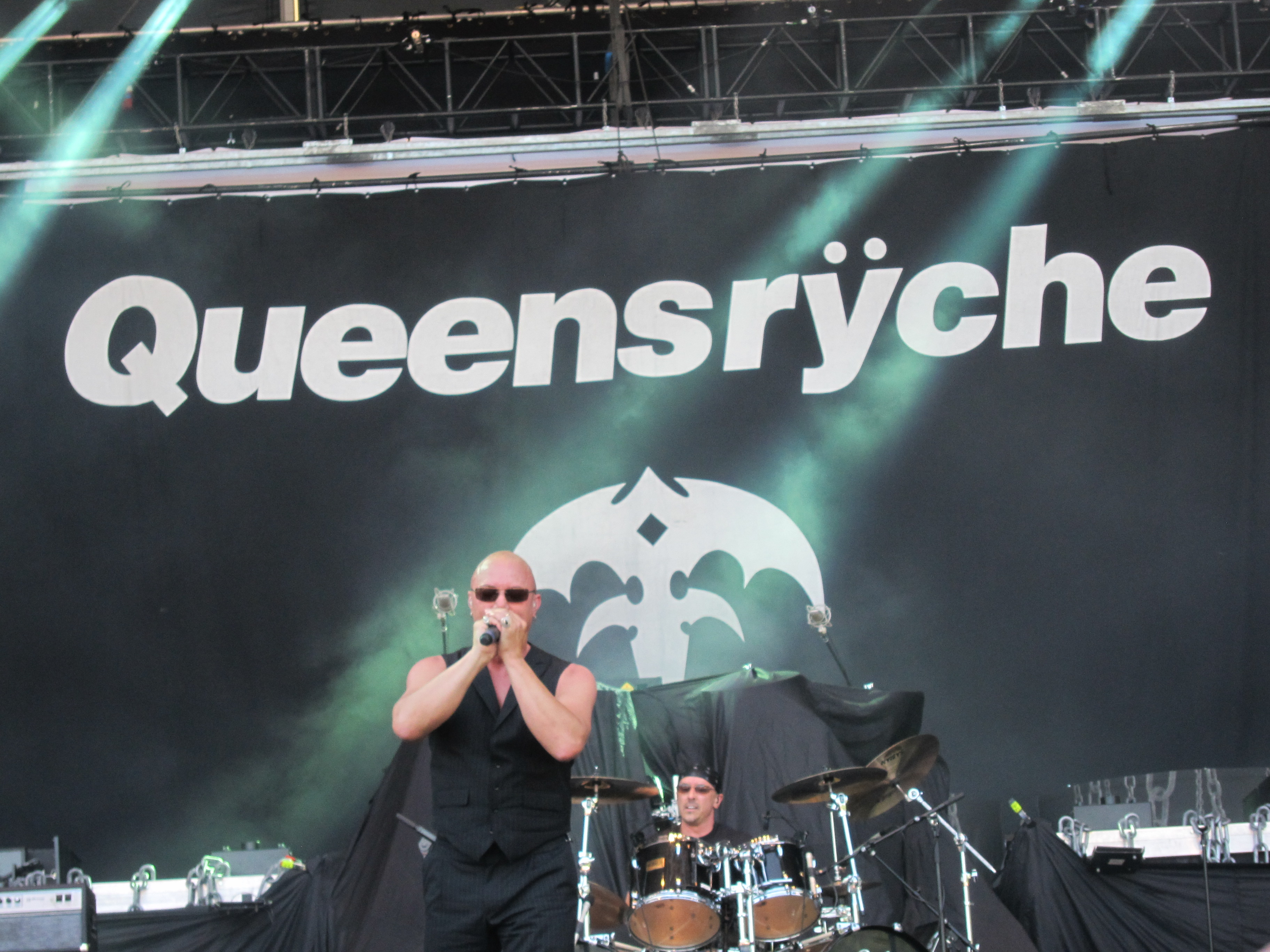
Tate und Rockenfield, im Hintergrund das Logo und Symbol der Gruppe (2011)

### 1978–1985: Vorgängerbands, Gründung und Debütalbum
Die beiden Gitarristen Chris DeGarmo und Michael Wilton waren anfangs in diversen Coverbands aktiv. Zwischen 1978 und 1980 spielte zunächst Wilton, später auch DeGarmo bei der Band „Joker“, die sich auf Lieder von Künstlern wie AC/DC, Van Halen, den Scorpions und Judas Priest konzentrierte.
Im Jahr 1980 gründete Wilton zusammen mit dem späteren Queensrÿche-Drummer Scott Rockenfield die Heavy-Metal-Band „Cross+Fire“, die hauptsächlich Lieder von Iron Maiden (in diesem Jahr erschien deren Debütalbum) coverte und der später auch Eddie Jackson als Bassist angehörte sowie weiterhin von Chris DeGarmo als Gitarrist unterstützt wurde. Bereits ein Jahr später gründeten die vier Instrumentalisten der späteren Queensrÿche eine Band namens „The Mob“ (nach dem Lied The Mob Rules von Black Sabbath), aus der 1982 schließlich mit dem Einstieg von Geoff Tate Queensrÿche wurde. So bestand die Band schließlich aus dem Sänger Geoff Tate, dem Bassisten Eddie Jackson, den beiden Gitarristen Michael Wilton und Chris DeGarmo sowie dem Schlagzeuger Scott Rockenfield.
Nachdem in dieser Besetzung erste Demos aufgenommen worden waren, brachte die Band im Jahr 1982 zunächst ihre erste EP unter dem Bandnamen auf ihrem eigenen Label 206 Records heraus. Als Diana und Kim Harris, Inhaber eines ortsansässigen Plattenladens, auf die vier Titel umfassende Demoaufnahme aufmerksam wurden, boten sie der Band ihr Management an. Die EP Queensrÿche wurde bereits in ihrer ersten Fassung über 60.000 Mal verkauft, was für eine Debüt-EP ohne eine große Plattenfirma dahinter einen großen Erfolg darstellte.
So wurde dann auch EMI Records auf die Band aufmerksam. Queensrÿche wurde nach Vertragsunterzeichnung bei EMI ein zweites Mal im September 1983 verlegt und erreichte Platz 81 in den US-Charts. Im Jahr 1989 erschien die EP auch als CD, erstmals mit dem zusätzlichen Song Prophecy, der ursprünglich 1986 zusammen mit dem zweiten Album Rage for Order aufgenommen wurde. Die erste Tournee zu dieser Veröffentlichung bestritt die Band mit Ronnie James Dio und anschließend als Vorprogramm von Twisted Sister.
Mit ähnlichem Erfolg wie ihre erste EP wurde auch das Debütalbum The Warning aus dem Jahr 1984 belohnt. Für die Produktion wurde die Band zusammen mit dem Produzenten James Guthrie, der bereits mit Pink Floyd gearbeitet hatte, sowie dem bekannten Komponisten und Orchestrator Michael Kamen, mit dem die Band in ihrer Karriere häufiger zusammengearbeitet hat, nach London geschickt. Das Album, das progressiv angehauchten Metal mit stilfremden Einflüssen kombinierte, platzierte sich in den US-Billboard-Charts auf Platz 61 und erwies sich langfristig als noch erfolgreicher als die EP Queensrÿche. Die Tournee zum Album beinhaltete Auftritte im Vorprogramm von Kiss. Ein in dieser Zeit in Japan aufgenommenes Live-Video erschien 1985 unter dem Titel Live in Tokyo.

### 1986–1989: Weiterentwicklung und Durchbruch mitOperation: Mindcrime

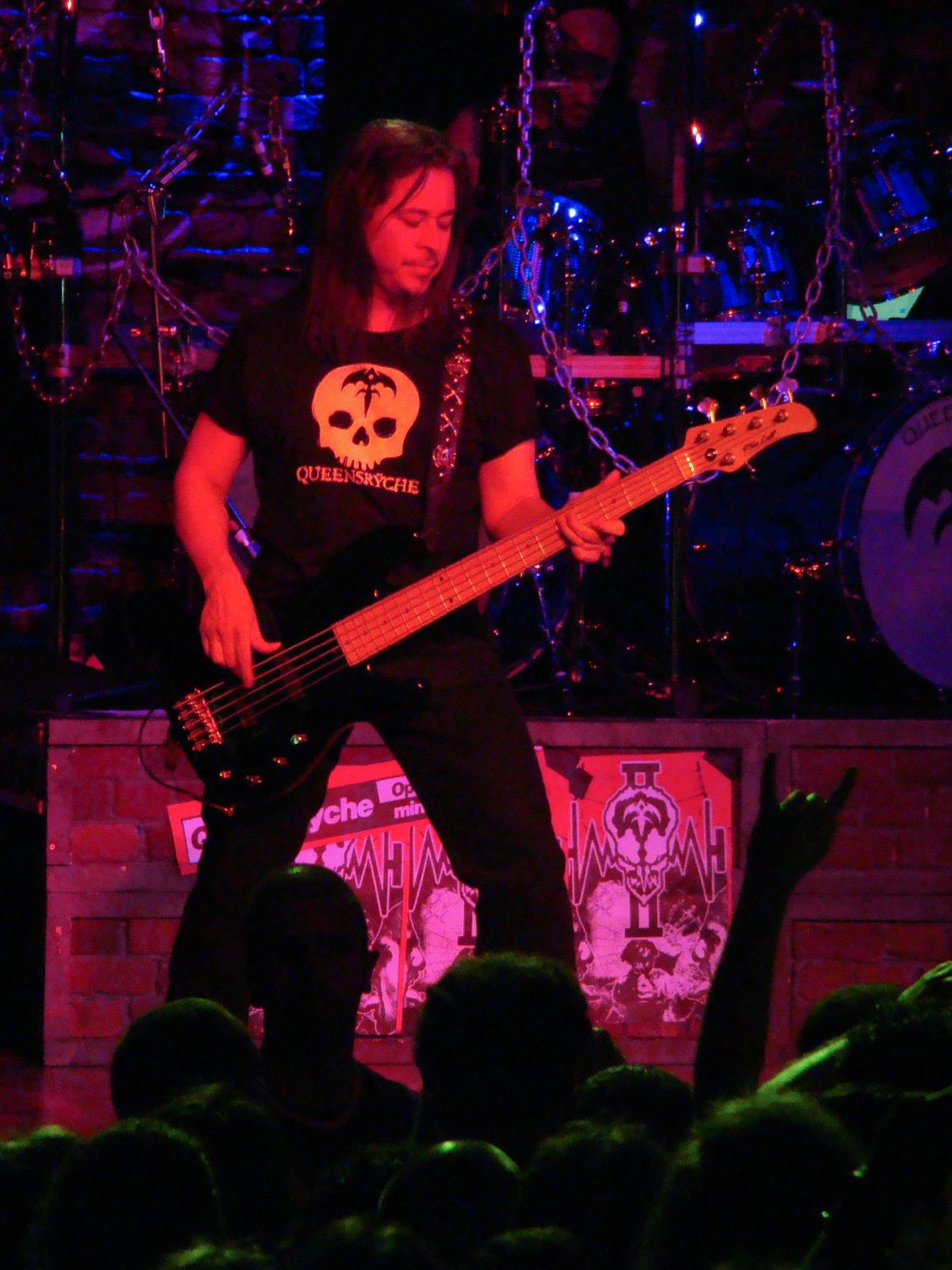
Eddie Jackson (2008), Bassist seit der Bandgründung

Im Jahr 1986 erschien mit Rage for Order das zweite Studioalbum der Gruppe. War das Debüt noch stark vom Heavy Metal beeinflusst, so wurde hier der Einfluss von elektronischen Instrumenten, hauptsächlich den in dieser Zeit sehr populären Synthesizern, miteinbezogen. Im selben Jahr veröffentlichten mit den beiden Heavy-Metal-Bands Iron Maiden (Somewhere in Time) und Judas Priest (Turbo) zwei populäre Vorbilder von Queensrÿche ebenfalls erstmals Songmaterial, das diese damalig-zeittypischen Einflüsse zuließ. Das Werk beinhaltet mit dem auch als Single vermarkteten Gonna Get Close to You erstmals auch eine Coverversion. Das Original wurde 1984 von Dalbello veröffentlicht. Zu dem Lied drehte die Band das erste offizielle Musikvideo ihrer Geschichte. Geoff Tate äußerte sich später bei der Videoveröffentlichung Building Empires (1992), dass es bedauerlich sei, dass die Band zu diesem Album keine weiteren Videos produziert habe, da es auf Rage for Order ausreichend starkes Song-Material dafür gegeben hätte.
Rage for Order bedeutete für die Band erneut einen noch größeren Erfolg als der Vorgänger. Das Album schaffte es in den US-Billboard-Charts bis auf Platz 47 und auch in Deutschland konnte die Band mit Platz 58 erstmals einen Charteinstieg verbuchen.
In dieser Zeit tourte die Band mit AC/DC, Ozzy Osbourne sowie in England auch mit der Band Bon Jovi, die in diesem Jahr mit dem Album Slippery When Wet nicht nur sich selbst, sondern auch dem Glam Metal (auch Hair Metal genannt) zum Durchbruch verhalf. Durch den zu der Zeit in der Metal-Szene noch verpönten Einsatz von Synthesizern in ihrer eigenen Musik und ihren „tuntigen Kostümen“ in jener Zeit wurde teils auch Queensrÿche damals von Kritikern dem Glam Metal zugeordnet.
Im Jahr 1988 schließlich kam mit dem dritten Album Operation: Mindcrime der große Durchbruch, der für die Band auch bis heute den kreativen Höhepunkt bedeutet, den die Band danach nie wieder erreichen sollte. Die Idee zu dem Konzept kam Sänger Geoff Tate bei einem Besuch in der Kirche; sie dreht sich um den Protagonisten Nikki und dessen Beteiligung an einer Untergrundorganisation, die ihn schließlich ins Gefängnis führt.
Sowohl bei den Kritikern als auch beim Publikum wurde die ungewöhnliche Idee, ein Konzeptalbum im Metal-Bereich herauszubringen, positiv aufgenommen. Zwar veröffentlichte die britische Heavy-Metal-Band Iron Maiden mit Seventh Son of a Seventh Son bereits wenige Wochen vorher ebenfalls ein Konzeptalbum, das jedoch aus einzeln komponierten Songs mit einem Grundkonzept besteht, während das Album von Queensrÿche eine fortwährende Geschichte erzählt, mehrere Dialogpassagen enthält und die Songs wie bei klassischen Konzeptalben von Bands wie Pink Floyd direkt ineinander übergehen und als Gesamtwerk zu verstehen sind. Für Operation: Mindcrime bekam die Band am 15. August 1991 in den USA eine Platin-Schallplatte verliehen, nachdem das dazugehörige Video: Mindcrime (1989) bereits zwei Monate nach Veröffentlichung diesen Status erreichte. Zwar erreichte das Konzeptalbum in den Billboard-Charts nicht ganz die Chartposition von Rage for Order, hielt sich jedoch ein ganzes Jahr in den Charts und erwies sich somit eher als Dauerbrenner statt als klassischer Chartstürmer. Das auf dem Album enthaltene Lied I Don’t Belive in Love wurde 1990 für einen Grammy in der Kategorie „Best Metal Performance“ nominiert.
Auf der Tournee zu Operation: Mindcrime spielt die Band als Vorgruppe für Def Leppard in Amerika und anschließend für Metallica in Europa.
Operation: Mindcrime findet bis heute großen Anklang sowohl beim Publikum als auch bei Musikkritikern. So wurde es beispielsweise im Januar 1989 auf Platz 34 der „100 größten Heavy-Metal-Alben aller Zeiten“ des britischen Kerrang!-Magazines gewählt. Im selben Magazin erreichte es 1988 auch Platz 2 der jahresbesten Alben. Im Jahr 2007 wurde von dem deutschen Magazin Rock Hard ein Buch mit den 500 besten Rock- und Metalalben aller Zeiten veröffentlicht, das Operation: Mindcrime auf dem neunten Platz auflistet. Auch der deutsche Metal Hammer listet das Album in seiner 100 Alben umfassenden Top-100-Metalalbenliste auf Platz 24.

### 1990–1993: Kommerzieller Höhepunkt mitEmpire

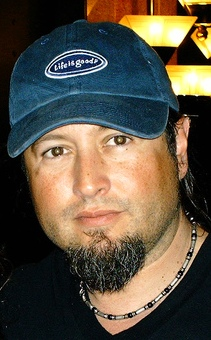
Michael Wilton (2006), zweiter Gitarrist seit der Bandgründung

Das Nachfolgealbum Empire wurde 1990 aufgenommen und veröffentlicht. Dieses war jedoch von ganz anderer Machart als der Vorgänger, wenn auch kommerziell erfolgreicher. Während Operation: Mindcrime von der ersten Sekunde an durchkonstruiert ist, macht Empire einen spontaneren, verspielteren Eindruck. Für die Produktion war erneut der britische Produzent Peter Collins, mit dem die Band bereits bei Operation: Mindcrime zusammengearbeitet hatte, verantwortlich.
Das Album ist mit allein in den USA bis 1994 über drei Millionen verkauften Einheiten und einer 3-fach-Platin-Auszeichnung das kommerziell erfolgreichste Queensrÿche-Album weltweit. Die mit Orchester aufgenommene Singleauskopplung Silent Lucidity schaffte es in den amerikanischen Billboard-Charts bis auf Platz 9, in Deutschland ist es mit Platz 46 der größte Single-Erfolg der Bandgeschichte. Zahlreiche Singles wurden zwischen 1990 und 1992 auf den Markt gebracht, die Band drehte in dieser Phase insgesamt sieben Musikvideos, zwei davon für die verhältnismäßig weniger erfolgreichere Single Another Rainy Night (Without You). Dieses Material wurde 1992 für das Videoalbum Building Empires zusammengefasst. Dieses enthält auch Ausschnitte des am 27. April 1992 im Rahmen der MTV-Unplugged-Serie gespielten Akustik-Konzertes in den Warner Hollywood Studios in Los Angeles, das nie vollständig als Konzert- oder Videoalbum veröffentlicht wurde.
Der Erfolg von Empire und darauf enthaltenen Songs wie Jet City Woman oder Empire verschaffte der Band ihre erste vollwertige Headliner-Tour. Ihre ersten Headliner-Auftritte in Europa gab die Band mit Lynch Mob, große Open-Air-Auftritte zum Beispiel bei Rock in Rio oder Superrock absolvierte die Band an der Seite von Bands wie Guns n’ Roses, Megadeth und Judas Priest. Ein tragischer Zwischenfall ereignete sich bei einem Konzert im belgischen Ichtegem am 20. November 1990. Während des Songs Roads to Madness kam es im Publikum zu einem Handgemenge, in dessen Verlauf ein Besucher ein Messer zückte und wahllos auf die Umherstehenden einstach. Bilanz: Ein Toter und ein Schwerverletzter. Die Band brach das Konzert daraufhin ab. Die Tournee dauerte insgesamt 18 Monate an, solange wie keine andere zuvor oder danach. Bereits 1991 veröffentlichte die Gruppe mit Operation: Livecrime ein Live-Video, das die Performance des gesamten Operation:-Mindcrime-Albums auf der damaligen Tour enthält. Dieses erschien als erstes Konzert der Band auch als CD.
Nachdem es zunächst ruhiger um die Band wurde, da bereits im August 1992 mit der Produktion eines weiteren Albums begonnen wurde, steuerte Queensrÿche 1993 zunächst den Song Real World zum Soundtrack des Films Last Action Hero mit Arnold Schwarzenegger bei.

### 1994–1999: Stilwandel, Schwierigkeiten und sinkende Popularität
1994 wurde nach einer längeren Pause von der Öffentlichkeit schließlich das fünfte Album Promised Land veröffentlicht, an dem die Gruppe solange arbeitete wie an keinem anderen Tonträger zuvor. Das Werk, das sich inhaltlich unter anderem mit den Erfahrungen des großen Erfolges und dem Umgang damit beschäftigt, war jedoch im Zeitalter von Grunge und Alternative Rock mit der eher ruhigen und melancholischen musikalischen Ausrichtung weniger gefragt. Während Promised Land in den USA dennoch mit Platin und in Kanada mit Gold ausgezeichnet wurde, erreichte die Band zumindest in Deutschland mit dem Album das erste Mal die Album-Top-10. Alle folgenden Veröffentlichungen der Band konnten keinerlei Verkaufsauszeichnungen mehr verbuchen. Auf der folgenden Tournee spielte das Quintett zunächst ohne Vorgruppe und präsentierte dafür ein über zweistündiges Programm. Erst Mitte 1995 nahmen sie Type O Negative mit auf Tour. In den USA erschien im März 1996 zusätzlich eine Doppel-CD-ROM zu dem Album mit einem interaktiven Promised-Land-Spiel und einer Rundreise durchs Aufnahmestudio sowie diversen Videoclips und Filmausschnitten.
Das darauffolgende 1997 veröffentlichte Album Hear in the Now Frontier wurde ebenfalls sehr zwiespältig aufgenommen, obwohl es mit Peter Collins, dem Produzenten der zwei erfolgreichsten Queensrÿche-Alben Operation: Mindcrime und Empire, aufgenommen wurde. Der Musikstil wandte sich jedoch mehr in Richtung Alternative Rock und auch Grunge und enttäuschte viele Fans, da es die Erwartungen von Kritikern und Publikum musikalisch nicht erfüllen konnte. Vor allem in Europa gingen die Verkäufe deutlich zurück, während die Band in Amerika aller Kritik zum Trotz mit den Singles Sign of the Times und You dennoch reichlich Airplay erfuhr. Auch die folgende Tournee lief keinesfalls reibungslos: Bereits nach weniger als einem Monat wurde Sänger Geoff Tate ernsthaft krank, und man musste das erste Mal in der Bandgeschichte mehrere Konzerte absagen. Ausgerechnet in dieser Phase geriet Queensrÿches langjähriges Label EMI in Amerika bankrott, was die Band dazu zwang, die restlichen zwei Monate der Tournee aus eigener Tasche zu finanzieren. So spielte die Gruppe etwa im Dezember wegen vertraglicher Verpflichtungen einige Auftritte in Südamerika zusammen mit Megadeth und Whitesnake. Nach den Auftritten der Hear-in-the-Now-Frontier-Tournee verließ Chris DeGarmo als erstes Bandmitglied seit der Gründung aufgrund musikalischer Differenzen die Band, wie in einer Pressemitteilung am 28. Januar 1998 öffentlich bekannt gegeben wurde. Mit DeGarmo verlor die Band nicht nur ihren stilprägenden Gitarristen, sondern auch einen wichtigen Songschreiber, der bei jedem Album an mehr als der Hälfte aller Lieder als Autor beteiligt war und einige Lieder, wie etwa die erfolgreiche Single Silent Lucidity, allein schrieb. Die Gründe seines Ausstiegs wurden nie öffentlich klar kommentiert, allerdings wurden Streitigkeiten dementiert und DeGarmo widmet sich seither eher seiner Leidenschaft als Pilot und macht seit seinem Ausstieg nur noch sporadisch Musik. Aufgrund des Ausstiegs DeGarmos trennte sich auch das Management Q Prime von der Gruppe.
Beim nächsten Album Q2K (1999) spielte der langjährige Bandfreund und Produzent Kelly Gray die Gitarrenparts ein. Tate arbeitete mit ihm bereits vor seiner Zeit bei Queensrÿche, in der Vorgängerband Myth, zusammen. Das Album wurde von der Band ohne fremde Hilfe produziert und wurde als erster Tonträger der Band auf Atlantic Records veröffentlicht und bei der Autorenangabe der Lieder einigte man sich schlicht auf „Queensrÿche“. Auch wenn das Album sich dem Stil früherer Werke wieder etwas annäherte, wurde es dennoch als Weiterführung der Experimente durch Geoff Tate gewertet.

### 2000–2005: Live-Alben,Tribeund Soloaktivitäten

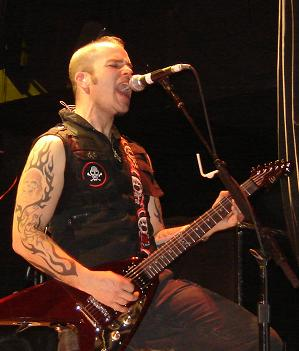
Mike Stone (2006), Gitarrist von 2003 bis 2009

Die ehemalige Plattenfirma der Band EMI veröffentlichte im Jahr 2000 ein Greatest-Hits-Album, das unter anderem jeweils zwei Lieder der Queensrÿche-EP sowie den Alben The Warning, Rage for Order, Operation: Mindcrime und Hear in the Now Frontier enthielt. Eine erste Live-DVD sowie eine passende Doppel-Live-CD der vergangenen Q2K-Tour folgte im Jahr 2001 mit dem Titel Live Evolution.
Zwischenzeitlich gingen die Bandmitglieder zunächst ihren Soloaktivitäten nach: Sänger Geoff Tate brachte 2002 ein mäßig-erfolgreiches, selbstbenanntes Soloalbum heraus, während Michael Wilton sich seiner Band Soulbender zuwandte. Scott Rockenfield und Kelly Gray arbeiteten an einem Album mit Slave to the System, an dem auch die beiden Brother-Cane-Musiker Damon Johnson und Roman Glick beteiligt waren.
Da die Band nach eigenen Aussagen nicht mehr genug von Atlantic Records unterstützt wurde, wechselte man bereits 2000 daraufhin zu Sanctuary Records, wo sie ihr neues Album Tribe im Jahr 2003 veröffentlichten. Vor den Aufnahmen zu dem Album stieß auch Chris DeGarmo kurzzeitig wieder zur Band, allerdings nicht als offizielles Mitglied. Er übernahm lediglich die Gitarrenparts an einigen Stellen und beteiligte sich am Songwriting von fünf der zehn auf Tribe veröffentlichten Lieder. Zwar wollte der Gitarrist auch auf der folgenden Tournee mit der Band spielen, jedoch entschied sich DeGarmo aufgrund kreativer Streitigkeiten mit Geoff Tate während der Arbeit an Tribe gegen weiteres Mitwirken an Queensrÿche. Seinen Job übernahm der 1969 geborene Mike Stone, den man bereits auf Tribe hören konnte. Im Sommer 2003 ging die Band mit Dream Theater und Fates Warning auf Co-Headlinertour durch die USA, ehe die Band erneut auch in Europa Halt machte. Mike Stone, der ebenfalls mit der Band im Studio gearbeitet hatte, übernahm auf beiden Tourneen die Gitarre. Auf der Tournee spielte die Band zusammen mit Dream Theater die beiden Coversongs Comfortably Numb von Pink Floyd und Won’t Get Fooled Again von The Who.
Im Anschluss an die Tour wurde Geoff Tates Ehefrau Susan Bandmanagerin, nachdem sie bereits seit 2001 als stellvertretende Managerin arbeitete.

### 2006–2012: Neue Konzeptalben und Trennung von Geoff Tate

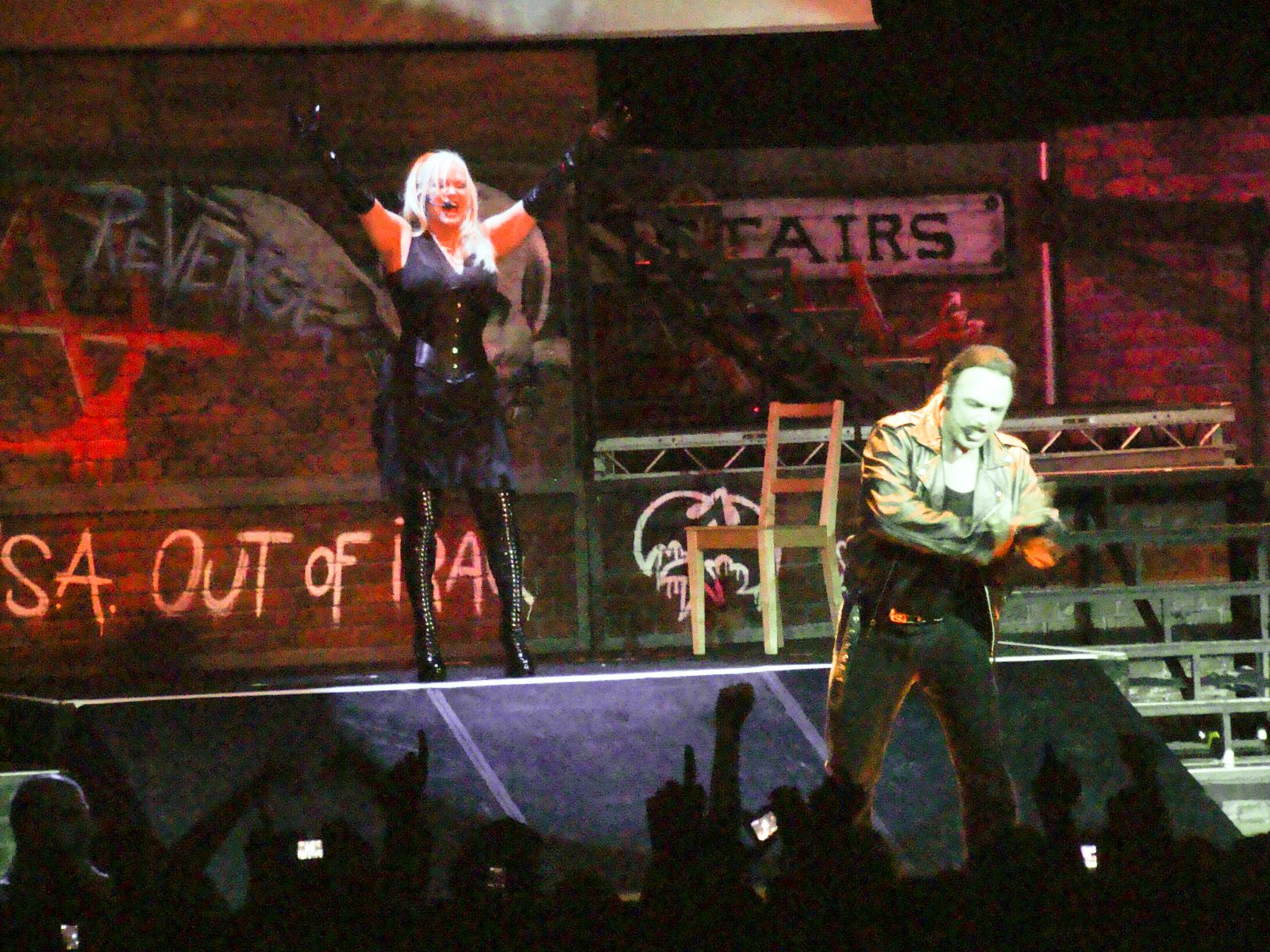
Geoff Tate mit Pamela Moore auf der Operation:-Mindcrime-2-Tournee (2008)

Im März 2006 erschien die Fortsetzung von Operation: Mindcrime, die der Band in den USA die höchste Chartplatzierung seit Promised Land bescherte. Mit knapp 44.000 verkauften Einheiten in der Startwoche landete es auf Nummer 14. Größeres Interesse an Queensrÿche sollte jedoch nicht aufkommen, die Verkaufszahlen in der zweiten Woche waren derart gering, dass es in Deutschland aus den Charts heraus und in den USA schnell auf Platz 90 fiel. Auf Tour präsentiert die Band eine Live-Performance von beiden kompletten Alben. Einen Mitschnitt eines solchen Konzertes bietet die 2007 erschienene CD/DVD Mindcrime at the Moore.
Nach dem 2007er Album Take Cover, das ausschließlich Cover-Versionen enthielt, erschien am 31. März 2009 das neue Album American Soldier, das die Fronterfahrungen amerikanischer Veteranen aus verschiedenen Kriegen vom Zweiten Weltkrieg bis zum Irak-Krieg aus deren Sicht und in ihren eigenen Worten schildert.
Im Februar 2009 stieg Mike Stone aus der Band aus. Alle Gitarrenparts auf der neuen Platte wurden von Michael Wilton eingespielt, was darauf schließen ließ, dass Stones Ausstieg schon seit längerem geplant war. Wilton zufolge habe er die Gitarrenparts allein eingespielt, damit sie wieder stärker nach den originalen Queensrÿche klingen würden. Für die zweite Gitarre wurde Parker Lundgren für die US-Tour verpflichtet, der bereits in Geoff Tates Soloband mitgewirkt hatte. Auf der Tournee zum Konzeptalbum American Soldier ging die Band einen neuen Weg bei der Songauswahl: Es wurden drei „Suiten“ gespielt, eine mit Stücken des neuen Albums, eine mit Stücken des 1986er Albums Rage for Order sowie eine Suite mit Songs von Empire von 1990.
2012 gab es mehrere Gerüchte über einen Streit innerhalb der Band. Susan Tate, die Frau des Sängers Geoff Tate, wurde von ihren Aufgaben entbunden. Daraufhin kam es vor einem Auftritt in São Paulo am 14. April 2012 zu einem Handgemenge innerhalb der Band. Während des Konzertes beleidigte und bespuckte Geoff Tate seine Bandmitglieder. Das letzte Konzert in der alten Besetzung gab die Band am 27. Mai 2012 auf dem Rocklahoma Festival in Oklahoma. Geoff Tate beleidigte unter anderem die Fans mit den Worten „You suck“ (sinngemäß übersetzt: „Ihr seid scheiße“).
Ende Juni 2012 trennte sich die Band von Sänger Geoff Tate. Durch die Wirren der Neubesetzung des Sängerpostens und einer damit verbundenen drohenden gerichtlichen Auseinandersetzung waren offizielle Webpräsenz, Facebook- und Twitterkonten der Band vorübergehend abgeschaltet.

### 2012–2014:Frequency Unknown,Queensrÿcheund die zwei Versionen von Queensrÿche

#### Queensrÿche mit Todd La Torre
Im Juni 2012 spielten die verbliebenen Queensrÿche-Mitglieder mit dem ehemaligen Crimson-Glory-Sänger Todd La Torre zwei Konzerte unter dem Bandnamen Rising West. WEST ist ein Akronym für die Namen der Bandmitglieder Wilton, Eddie, Scott und Todd. Auch Parker Lundgren war Teil der Konzerte, obwohl er nicht im Akronym enthalten ist. Die Shows erhielten gute Kritiken. Gespielt wurde ausschließlich Material der Queensrÿche-Veröffentlichungen von 1983 bis 1990, die oft als die stärksten der Band betrachtet werden.
Im Dezember 2012 nahm die Besetzung im Heimstudio von Schlagzeuger Scott Rockenfield sowie in den London Bridge Studios mit Produzent James „Jimbo“ Barton, der bereits an den Alben Operation: Mindcrime, Empire und Promised Land mitgewirkt hatte, ihr neues Album auf. Das Album erschien unter dem Namen Queensrÿche Ende Juni 2013 unter Century Media Records. Eine Europatour wurde für den Herbst 2013 geplant. Es erhielt positive Kritiken und wurde als stärker als Frequency Unknown und Dedicated to Chaos angesehen. Das Album orientiert sich am Stil, den Queensrÿche in den 1980er und frühen 1990er Jahren spielten.

#### Geoff Tates Queensrÿche
Am 2. September 2012 gab Geoff Tate die Besetzung seiner eigenen Version von Queensrÿche unter dem Namen Queensryche – starring Geoff Tate bekannt.
Im November 2012 kündigte Geoff Tate an, 2013 mit dieser Besetzung unter dem alten Namen Queensrÿche auf die Operation: Mindcrime 25th Anniversary Tour zu gehen. Nur kurz darauf verließ Glen Drover aus persönlichen Gründen die Band, ohne einen einzigen Auftritt absolviert zu haben. Im Januar 2013 wurde verlautbart, dass Bobby Blotzer aufgrund seiner Aktivitäten bei Ratt sich nicht weiter bei Geoff Tates Queensrÿche einbringen könne und durch Simon Wright (ex-AC/DC, ex-Dio) ersetzt werde. Ebenfalls wurde ein Ersatz für Glen Drover gefunden: Rudy Sarzos Bruder, Robert Sarzo (ex-Quiet Riot, Hurricane) übernahm den zweiten Gitarrenposten.
Geoff Tates Queensrÿche veröffentlichten am 23. April 2013 ihr neues Album Frequency Unknown über Cleopatra Records. Das Album wurde kurz nachdem die andere Queensrÿche-Besetzung ihr selbstbetiteltes Album ankündigte, angekündigt. Beide Alben, Frequency Unknown und Queensrÿche erschienen unter dem originalen Bandnamen. Als Gastmusiker sind auf Frequency Unknown unter anderem K.K. Downing (ex-Judas Priest), Chris Poland (ex-Megadeth), Ty Tabor (King’s X), Paul Bostaph (ex-Slayer, Testament, Exodus), Lita Ford, Brad Gillis (Night Ranger), Dave Meniketti (Y&T) und Craig Locicero (Forbidden) zu hören. Das Album wurde größtenteils schlecht rezensiert. Als Reaktion auf viele negative Kritiken von Fans auf YouTube startete Cleopatra Records einen Wettbewerb: Wer am besten seinen Hass auf das Album in einem Video-Rant zeigte, gewann eine VIP-Reise zu einem Konzert in Seattle. Zudem wurde ein Video erstellt, das Geoff Tates Reaktionen auf einige Video-Rants zeigt. In einem Interview im Jahr 2021 bewertete Geoff Tate das Album im Rückblick als ein unzufriedenstellendes Projekt.
Aufgrund Verpflichtungen ihren eigenen Bands gegenüber setzten Simon Wright und Rudy Sarzo im Juni 2013 aus und wurden auf Tour von Brian Tichy (ex-Whitesnake/Ozzy Osbourne) und John Moyer (Disturbed, Adrenaline Mob) ersetzt. Für im August geplante Konzerte übernahmen sie jedoch wieder.
Die letzte Besetzung von Geoff Tates Queensrÿche bestand aus:
- Geoff Tate – Gesang
- Kelly Gray – E-Gitarre
- Randy Gane – Keyboards
- Robert Sarzo – E-Gitarre
- Rudy Sarzo – E-Bass
- Simon Wright – Schlagzeug
- Sass Jordan – Backing Vocals

#### Außergerichtliche Einigung
Am 28. April 2014 wurde der Rechtsstreit zwischen Geoff Tate und den drei verbliebenen Originalmitgliedern Michael Wilton, Eddy Jackson und Scott Rockenfield beigelegt. Man habe sich außergerichtlich einigen können. Die verbliebenen Originalmitglieder mit den Neuzugängen Todd La Torre und Parker Lundgren erhielten die vollständigen Namensrechte der Marke Queensrÿche. Geoff Tate erhielt das Recht, zwei Jahre lang unter dem Namen Geoff Tate – Original lead singer of Queensrÿche oder Geoff Tate – Formerly of Queensrÿche aufzutreten; nach diesen beiden Jahren ist ihm kein Bezug auf die Band Queensrÿche mehr gestattet. Zudem bekam Tate die Rechte an den Alben Operation: Mindcrime und Operation: Mindcrime II sowie das Recht, diese als eigene Show auf die Bühne zu bringen. Im Juli und August 2014 verabschiedeten sich Geoff Tate und sein Queensrÿche-Line-Up mit einer Farewell-Tour.

### 2015–2022:Condition Hüman,The Verdict,Digital Noise Allianceund weitere personelle Entwicklung
Im Jahr 2015 veröffentlichten Queensrÿche das zweite Album mit Todd La Torre. Es trug den Namen Condition Hüman und wurde wie der Vorgänger positiv rezensiert. Es war das letzte Album mit Original-Schlagzeuger Scott Rockenfield, der die Band im Frühjahr 2017 nach eigenen Angaben für eine familiäre Auszeit verließ. Der Kontakt brach ab und die Band fühlte sich in der Weiterentwicklung gestoppt. Als Aushilfe wurde der Kamelot-Schlagzeuger Casey Grillo in die Band geholt. Im Jahr 2018 vertrat Ex-Gitarrist Mike Stone für einige Zeit Parker Lundgren.
2019 erschien das Album The Verdict. Für dieses Album spielte Sänger Todd La Torre sämtliche Schlagzeugspuren ein. Live beschränkte er sich jedoch weiterhin auf das Singen. Nachdem Rockenfield weder seinen Ausstieg noch sein Comeback in die Band kommunizierte, wurde die Zusammenarbeit mit Grillo enger.
Im Jahr 2021 verklagte Rockenfield die Originalmitglieder Wilton und Jackson zivilrechtlich aufgrund finanzieller Ansprüche durch seine Markenrechte am Namen Queensrÿche. Im Mai 2021 spielte die Band erneut ein Konzert mit Mike Stone. Im Juli 2021 gab Lundgren schließlich seinen Ausstieg aus der Band bekannt, da er sich um sein neu gegründetes Gitarrengeschäft Diabolo Guitars kümmern will. Mike Stone, der sich die letzten Jahre mit Jazz Engagements verdingt hatte und gerade in den Südwesten der Vereinigten Staaten gezogen war, ist seitdem wieder fester Bestandteil der Band.
Am 7. Oktober 2022 erschien das sechzehnte Album der Band mit dem Namen Digital Noise Alliance. Es ist das erste Album mit Mike Stone seit 2007, sowie das erste Album mit Casey Grillo, der mittlerweile festes Mitglied ist.

## Musikalische Entwicklung und Rezeption

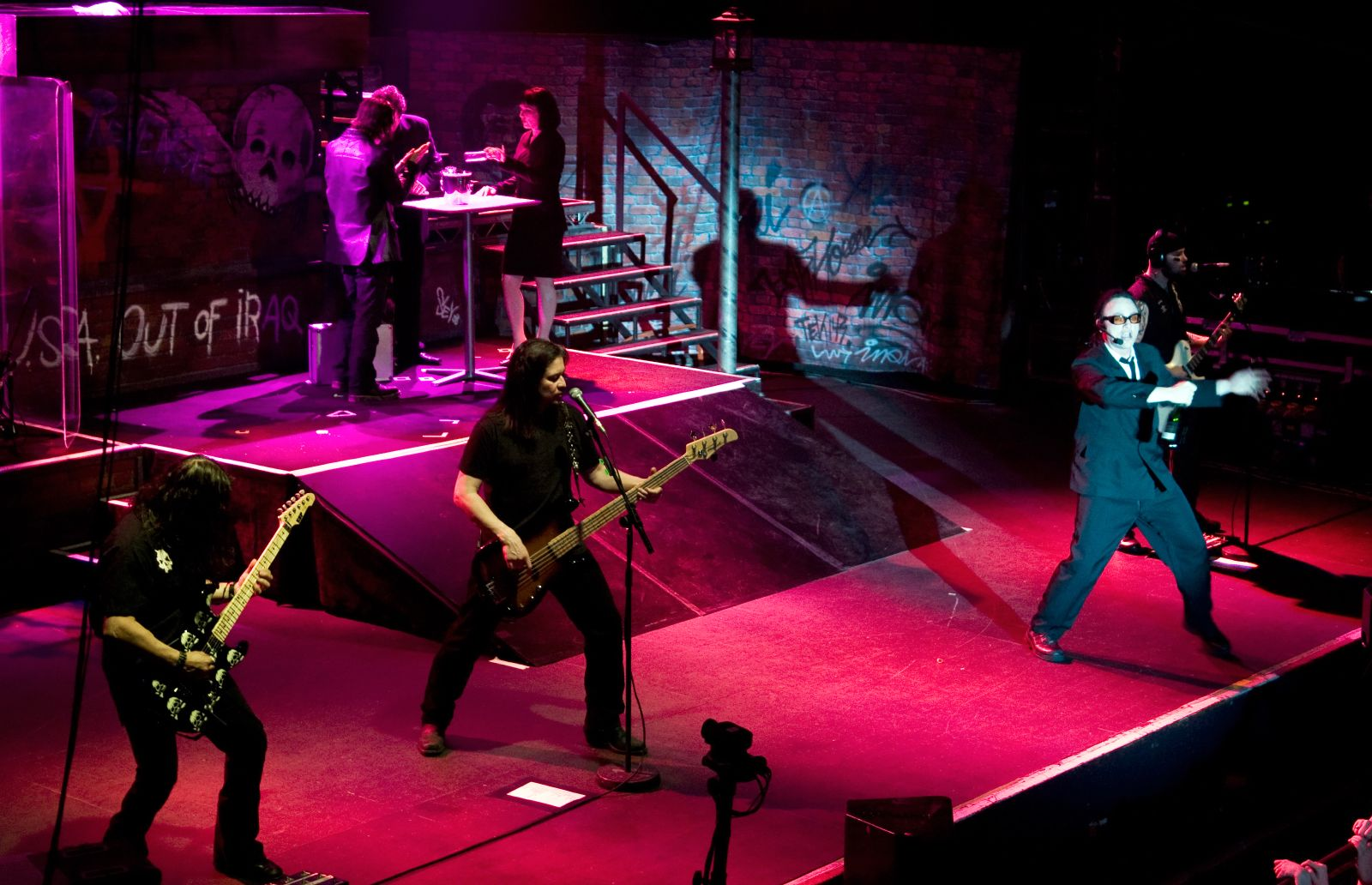
Queensrÿche mit Geoff Tate live in Barcelona (2008)

Die Musik der Gruppe hat sich im Laufe der Jahre deutlich verändert, was besonders auf jüngeren Veröffentlichungen stark von Sänger Geoff Tate gefördert wurde, der nach Chris DeGarmos Ausstieg im Jahr 1998 am Songwritingprozess von nahezu jedem Queensrÿche-Stück beteiligt war.
Die selbstbenannte EP sowie das folgende Debütalbum The Warning gelten als erste Heavy-Metal-Alben mit progressiven Einflüssen, die den sogenannten Progressive Metal mitformten und an Vorbilder wie Iron Maiden angelehnt waren. Auf dem zweiten Album Rage for Order wurde durch den Einsatz von Keyboard und anderen elektronischen Instrumenten die Musik etwas poppiger, gleichzeitig aufgrund der komplexeren musikalischen Strukturen aber auch noch progressiver als die Vorgänger. Mit dem Konzeptalbum Operation: Mindcrime, das man auch als Rockoper bezeichnen kann, wurden mit Hilfe von Arrangeur Michael Kamen vermehrt orchestrale Arrangements sowie auch Chorgesänge eingesetzt und der Sound der Band weiterentwickelt. Das Werk wurde als Verbindung „der früheren Power“ mit „einigen technischen Feinheiten“ von Rage for Order beschrieben. Mit dem Nachfolger Empire wurden weiterhin orchestrale Arrangements eingesetzt und die Songs in ein kommerzielleres Gewand getragen, was sich in den Erfolgen der Singleauskopplungen niederschlug.
Auf dem Album Promised Land begann die Band vermehrt zu experimentieren und wandte sich erneut von dem Sound des Vorgängers ab, was sich auf diesem Album etwa durch die überwiegend ruhigeren Songs und der Verwendung von eher Genre-untypischen Instrumenten wie dem Saxofon bemerkbar macht. Mit dem Nachfolger Hear in the Now Frontier bewegt sich die Band deutlich von ihrem bekannten Stil weg und musiziert hier eher von alternativer Rockmusik und Grunge inspiriert und veröffentlichte zu diesem Zeitpunkt das vielleicht bis heute untypischste und umstrittenste Album ihrer Geschichte, das „nur hin und wieder über rockiges Midtempo hinaus“ geht und damit bei Fans und Kritikern eher durchfiel.
Nach dem Ausstieg von DeGarmo, der zum Beispiel auf dem letzten Album mit Ausnahme von Reach an jedem Lied – häufig auch im Alleingang – mitgeschrieben hat, gelang es der Band unter der Führung von Geoff Tate nicht, musikalisch an die erfolgreichen Vorgänger anzuknüpfen und sich vom Alternative Rock zurück zum Heavy Metal früherer Tage zurückzubewegen. Q2K etwa wurde als „vielschichtiges und abwechslungsreiches“ Album bezeichnet, dessen Niveau aber „streckenweise als eher wechselhaft“ zu bezeichnen wäre, obgleich die Band „gitarrenlastiger und härter als auf ihren letzten Alben“ klänge. Dies relativierte sich jedoch mit den Veröffentlichungen der folgenden Jahre schnell. So sah man etwa im Nachfolger Tribe eine „Fortführung der mäßig erfolgreichen Q2K oder Hear in the Now Frontier-Phase“ und die Crossover-Elemente wirken „deplatziert und unglaubwürdig“. Auch mit den beiden folgenden Konzeptalben Operation: Mindcrime II und American Soldier konnte die Band nur teilweise Fans und Kritiker versöhnen. Dedicated to Chaos, das letzte Album der Originalformation mit Sänger Geoff Tate, wurde wie seine Vorgänger eher zwiespältig aufgenommen. Die Platte habe mit seinem Genregrenzen überschreitenden Songmaterial „interessante Ansätze“, die jedoch „nicht konsequent ausgearbeitet wurden und stattdessen schlicht beliebig wirken“.
Mit der Trennung der Parteien Tate und dem Rest der Band ein Jahr nach diesem Album und der darauffolgenden Veröffentlichungen der zwei verschiedenen Alben beider Versionen von Queensrÿche lässt sich ziemlich deutlich die jeweils beabsichtigte Ausrichtung der Musik festsetzten: Während Geoff Tates Frequency Unknown den Weg der letzten Alben recht konsequent weiterführt und „moderne, abgehackte Rhythmen und Riffs, die so gar nicht in den klassischen Band-Kanon passen“ bietet, ist das letzte Album der Formation mit Todd La Torre ein klarer Schritt in die musikalische Richtung der ersten Jahre der Band und wurde als Rückkehr zu „jener Heavy-Metal-Seite, die definierend war für Album-Klassiker wie The Warning, Empire und Operation: Mindcrime“, angekündigt, häufig wurden Vergleiche mit dem Album Empire gezogen. Während sich Frequency Unknown durch „komplett uninspirierte Übergänge, inhaltsleeres Geschredder und nichtssagende Gesangspassagen“ auszeichne, biete Queensrÿche „proggigen (aber jederzeit sinnvoll konzipierten) Metal“. Sowohl bei den Kritikern (Frequency Unknown erhielt vom Metal Hammer lediglich 4 von 7 Punkten, im Rock Hard wurden 5,5 von 10 Punkten vergeben, während das Album Queensrÿche etwa mit 8 von 10 Punkten im Rock-Hard-Magazin und einer Bewertung mit 6 von 7 Punkten im Metal Hammer deutlich besser bewertet wurde) kam das Album mit Todd La Torre wesentlich besser an als das kurz zuvor auf den Markt gebrachte Album von Geoff Tate, was sich wiederum auch in den Charterfolgen der beiden Veröffentlichungen widerspiegelte.

## Diskografie
Studioalben

| Jahr | Titel Musiklabel                      | Höchstplatzierung, Gesamtwochen, AuszeichnungChartplatzierungen (Jahr, Titel, Musiklabel, Platzierungen, Wochen, Auszeichnungen, Anmerkungen) | Höchstplatzierung, Gesamtwochen, AuszeichnungChartplatzierungen (Jahr, Titel, Musiklabel, Platzierungen, Wochen, Auszeichnungen, Anmerkungen) | Höchstplatzierung, Gesamtwochen, AuszeichnungChartplatzierungen (Jahr, Titel, Musiklabel, Platzierungen, Wochen, Auszeichnungen, Anmerkungen) | Höchstplatzierung, Gesamtwochen, AuszeichnungChartplatzierungen (Jahr, Titel, Musiklabel, Platzierungen, Wochen, Auszeichnungen, Anmerkungen) | Höchstplatzierung, Gesamtwochen, AuszeichnungChartplatzierungen (Jahr, Titel, Musiklabel, Platzierungen, Wochen, Auszeichnungen, Anmerkungen) | Anmerkungen                                                   |
| Jahr | Titel Musiklabel                      | DE | CH | AT | UK | US | Anmerkungen                                                   |
| ---- | ------------------------------------- | --- | --- | --- | --- | --- | ------------------------------------------------------------- |
| 1984 | The Warning EMI                       | — | — | — | UK100 (1 Wo.)UK | US61 Gold · (23 Wo.)US | Erstveröffentlichung: 7. September 1984 Verkäufe: + 500.000   |
| 1986 | Rage for Order EMI                    | DE58 (5 Wo.)DE | — | — | UK66 (1 Wo.)UK | US47 Gold · (21 Wo.)US | Erstveröffentlichung: 14. Juli 1986 Verkäufe: + 500.000       |
| 1988 | Operation: Mindcrime EMI              | DE17 a (10 Wo.)DE | CH21 (5 Wo.)CH | — | UK58 (3 Wo.)UK | US50 Platin · (52 Wo.)US | Erstveröffentlichung: 3. Mai 1988 Verkäufe: + 1.000.000       |
| 1990 | Empire EMI                            | DE22 (13 Wo.)DE | CH22 (6 Wo.)CH | — | UK13 Silber · (3 Wo.)UK | US7 ×3Dreifachplatin · (129 Wo.)US | Erstveröffentlichung: 4. September 1990 Verkäufe: + 3.060.000 |
| 1994 | Promised Land EMI                     | DE10 (11 Wo.)DE | CH14 (6 Wo.)CH | AT38 (2 Wo.)AT | UK13 (3 Wo.)UK | US3 Platin · (19 Wo.)US | Erstveröffentlichung: 18. Oktober 1994 Verkäufe: + 1.000.000  |
| 1997 | Hear in the Now Frontier EMI          | DE19 (5 Wo.)DE | — | — | UK46 (1 Wo.)UK | US19 (12 Wo.)US | Erstveröffentlichung: 25. März 1997                           |
| 1999 | Q2K Atlantic Records                  | DE21 (3 Wo.)DE | — | — | — | US46 (5 Wo.)US | Erstveröffentlichung: 14. September 1999                      |
| 2003 | Tribe Sanctuary Records               | DE52 (1 Wo.)DE | — | — | — | US56 (2 Wo.)US | Erstveröffentlichung: 22. Juli 2003                           |
| 2006 | Operation: Mindcrime II Rhino Records | DE51 (1 Wo.)DE | CH59 (2 Wo.)CH | — | — | US14 (5 Wo.)US | Erstveröffentlichung: 14. März 2006                           |
| 2009 | American Soldier Rhino Records        | DE65 (1 Wo.)DE | CH71 (1 Wo.)CH | — | — | US25 (5 Wo.)US | Erstveröffentlichung:                                         |
| 2011 | Dedicated to Chaos Roadrunner Records | DE62 (1 Wo.)DE | CH71 (1 Wo.)CH | — | — | US70 (1 Wo.)US | Erstveröffentlichung: 28. Juni 2011                           |
| 2013 | Queensrÿche Century Media             | DE47 (1 Wo.)DE | CH44 (1 Wo.)CH | — | — | US23 (3 Wo.)US | Erstveröffentlichung: 25. Juni 2013                           |
| 2015 | Condition Hüman Century Media         | DE26 (2 Wo.)DE | CH54 (1 Wo.)CH | — | UK77 (1 Wo.)UK | US27 (2 Wo.)US | Erstveröffentlichung: 2. Oktober 2015                         |
| 2019 | The Verdict Century Media             | DE6 (3 Wo.)DE | CH9 (4 Wo.)CH | AT22 (1 Wo.)AT | — | US110 (1 Wo.)US | Erstveröffentlichung: 1. März 2019                            |
| 2022 | Digital Noise Alliance Century Media  | DE12 (2 Wo.)DE | CH15 (2 Wo.)CH | AT39 (1 Wo.)AT | — | — | Erstveröffentlichung: 7. Oktober 2022                         |